# Oscar/Special Achievement Award
Mit dem  Special Achievement Award  werden besonders erwähnenswerte Filme bzw. Leistungen, ohne vorherige Nominierungen, ausgezeichnet. Der Preis wurde 1973 erstmals verliehen (immer rückwirkend für das letzte Jahr, also 1973 für Leistungen des Jahres 1972), seitdem in unregelmäßigen Abständen, zuletzt 2018 an Alejandro G. Iñárritu für sein VR-Projekt Carne y Arena.

## Preisträger
| Jahr | Film                                                                       | Preisträger                                                                        | ausgezeichnete Leistung         |
| ---- | -------------------------------------------------------------------------- | ---------------------------------------------------------------------------------- | ------------------------------- |
| 1973 | Die Höllenfahrt der Poseidon (The Poseidon Adventure)                      | L. B. Abbott und A. D. Flowers                                                     | Visuelle Effekte                |
| 1975 | Erdbeben (Earthquake)                                                      | Frank Brendel, Glen Robinson und Albert Whitlock                                   | Visuelle Effekte                |
| 1976 | Die Hindenburg (The Hindenburg)                                            | Peter Berkos                                                                       | Soundeffekte                    |
| 1976 | Die Hindenburg (The Hindenburg)                                            | Albert Whitlock und Glen Robinson                                                  | Visuelle Effekte                |
| 1977 | King Kong                                                                  | Carlo Rambaldi, Glen Robinson und Frank Van der Veer                               | Visuelle Effekte                |
| 1977 | Flucht ins 23. Jahrhundert (Logan’s Run)                                   | L. B. Abbott, Glen Robinson und Matthew Yuricich                                   | Visuelle Effekte                |
| 1978 | Krieg der Sterne (Star Wars)                                               | Ben Burtt                                                                          | Toneffekte                      |
| 1978 | Unheimliche Begegnung der dritten Art (Close Encounters of the Third Kind) | Frank E. Warner                                                                    | Soundeffektschnitt              |
| 1979 | Superman                                                                   | Les Bowie, Colin Chilvers, Denys Coop, Roy Field, Derek Meddings und Zoran Perisic | Visuelle Effekte                |
| 1980 | Der schwarze Hengst (The Black Stallion)                                   | Alan Splet                                                                         | Soundschnitt                    |
| 1981 | Das Imperium schlägt zurück (The Empire Strikes Back)                      | Brian Johnson, Richard Edlund, Dennis Muren und Bruce Nicholson                    | Visuelle Effekte                |
| 1982 | Jäger des verlorenen Schatzes (Raiders of the Lost Ark)                    | Ben Burtt und Richard L. Anderson                                                  | Soundeffektschnitt              |
| 1984 | Die Rückkehr der Jedi-Ritter (Return of the Jedi)                          | Richard Edlund, Dennis Muren, Ken Ralston und Phil Tippett                         | Visuelle Effekte                |
| 1985 | Menschen am Fluß (The River)                                               | Kay Rose                                                                           | Soundeffektschnitt              |
| 1988 | RoboCop                                                                    | Stephen Flick und John Pospisil                                                    | Soundeffektschnitt              |
| 1989 | Falsches Spiel mit Roger Rabbit (Who Framed Roger Rabbit)                  | Richard Williams                                                                   | Animationsregie                 |
| 1991 | Total Recall                                                               | Eric Brevig, Rob Bottin, Tim McGovern und Alex Funke                               | Visuelle Effekte                |
| 1996 | Toy Story                                                                  | John Lasseter                                                                      | 1. computeranimierter Spielfilm |
| 2018 | Flesh and Sand (Carne y Arena)                                             | Alejandro G. Iñárritu                                                              | VR-Projekt                      |